# Лазине
Лазине је насеље у општини Лепосавић на Косову и Метохији. Припада месној заједници Сочаница. Село се налази 9 km источно од Лепосавића. Надморска висина је 675 м. У саобраћајном погледу нема повољан положај и до њега води сеоски пут из правца Добраве и Трикоса. У атару села је заселак Мутиводе. Село је старијег постанка.

## Демографија
- попис становништва 1948: 46
- попис становништва 1953: 54
- попис становништва 1961: 78
- попис становништва 1971: 62
- попис становништва 1981: 42
- попис становништва 1991: 33

У селу 2004. године живи 31 становник. У селу живе родови: Милосављевићи, Радојковићи, Новичићи. У Мутиводама живе Савићи-Виријевићи.